# Nagy Sándor (szobrász, 1874–1934)
Nagy Sándor (Nagybánya, 1874 – Arad, 1934) magyar szobrász, gyügyei Nagy Zsigmond magyar festőművész testvéröccse, Nagy Anna színművész nagyapja.

## Élete
Képzőművészeti iskolát végzett Budapesten, majd gyakorló szobrásznak állt, mintázott márványba tervezett és faragott műveket. Pályájáról egy újságírói megkeresésre annyit vallott, hogy tehetsége – ha volt – valami családi fátum lehetett, utalva ezzel országos hírű festő bátyja mellett unokatestvéreire, Varga Zsigmond újságíróra és Varga Albert temesvári grafikusra is.
Sok éven át dolgozott Zala György mellett, majd egy aradi szobrász hívására költözött a partiumi városba, ahol együtt vállalták el a helyi minorita templom márványfaragásainak elkészítését. Később különváltak, de önálló alkotóként is vállalt bedolgozói tevékenységet, főleg Rubletzky Géza és Kara Mihály számára, az ő munkáik egyes részeit faragva márványba, kőbe vagy bronzba.